# Nivaldo Alves Freitas Santos
Nivaldo Alves Freitas Santos známý zkráceně jako Nivaldo (* 10. července 1988, Tarrafal de São Nicolau, Kapverdy) je kapverdský fotbalista a reprezentant hrající v obranné řadě nebo záloze, od července 2017 bez angažmá.

## Klubová kariéra
V letech 2011–2013 působil v dresu portugalského týmu Académica de Coimbra, s nímž vyhrál v sezóně 2011/12 portugalský pohár a představil se i v Evropské lize UEFA 2012/13.
V červenci 2013 přestoupil do českého celku FK Teplice, kde podepsal dvouletou smlouvu s opcí. V Gambrinus lize debutoval 21. července 2013 proti Slovácku (výhra 3:2). První ligový gól vstřelil 15. září 2013 proti Jablonci, kde zvyšoval na průběžných 2:0. Teplice nakonec porazily soupeře 3:1. 27. října 2013 vstřelil vítězný gól v ligovém utkání s mistrovskou Viktorií Plzeň, Teplice zvítězily 1:0.
Celkem odehrál v 1. české lize za Teplice 48 zápasů a vstřelil 8 branek.
Poté, co Teplicím několikrát odmítl nabídku na prodloužení smlouvy, přestoupil 3. 4. 2015 do běloruského popředního klubu Dinamo Minsk.

V lednu 2016 se vrátil do FK Teplice, podepsal kontrakt do června 2017. Na dalším prodloužení se nedohodl a v červenci 2017 z Teplic odešel. V této své druhé teplické fázi odehrál 20 ligových zápasů s bilancí 1 vstřelená branka.

## Reprezentační kariéra
Zúčastnil se Afrického poháru národů 2013, kde reprezentace Kapverd postoupila překvapivě do čtvrtfinále, v němž prohrála s Ghanou 0:2.